# My Rohwedder
My Amanda Rohwedder, född 8 augusti 1980 i Ystad, är en svensk politisk journalist och radioproducent. 

## Biografi
Rohwedder är uppvuxen i Komstad på Österlen. Hon har tidigare varit elitsimmare, och tävlade 1993 för Sverige i ungdoms-OS i Nederländerna.
Hon har varit producent för Ekots Lördagsintervju i Sveriges Radio P1 och en av de medverkande i Sveriges Radios politikpodd Det politiska spelet. 
I mars 2020 producerade Rohwedder en P1 Dokumentär, Sölvesborg — när SD tar makten, om den sverigedemokratiska kommunpolitikern Louise Erixon. Hon arbetar sedan 2021 som politisk reporter för Aftonbladet.

### Familj
My Rohwedder har sedan 2016 ett förhållande med journalisten Johar Bendjelloul och tillsammans har de en dotter född 2019.